# 川津信号場
川津信号場（かわづしんごうじょう）は、かつて福岡県飯塚市川津にあった、日本国有鉄道（国鉄）幸袋線の信号場（廃駅）である。1962年（昭和37年）に廃止となった。
当信号場は、貨物駅である伊岐須駅への枝線との分岐点に設置されていた。『国有鉄道線路名称』上では1930年（昭和5年）4月1日付で、枝線の分岐は当信号場から幸袋駅に変更され、幸袋駅から当信号場までの区間は本線と重複する形となった。枝線自体の廃止は当信号場廃止から7年後の1969年（昭和44年）である。

## 歴史
- 1899年（明治32年）12月26日：九州鉄道により伊岐須分岐点として開業[1]。
- 1907年（明治40年）7月1日：九州鉄道が国有化[1]。
- 1913年（大正2年）11月25日：川津聯絡所に改称[1]。
- 1922年（大正11年）4月1日：川津信号場に改称[1]。
- 1962年（昭和37年）日付不明：廃止[1][3]。

## 隣の駅
日本国有鉄道
幸袋線（貨物支線）
幸袋駅 - 川津信号場 - 新二瀬駅
幸袋駅 - 川津信号場 - （貨）伊岐須駅